# Léto 85
Léto 85, ve francouzském originále Été 85, je francouzský hraný film režiséra a scenáristy Françoise Ozona z roku 2020. Příběh filmu je inspirován románem Dance on My Grave britského spisovatele Aidana Chamberse. Natáčel se od konce května do konce června 2019 v Normandii, konkrétněji v městech Tréport, Yport a Eu. 
Ústřední písní snímku je „Inbetween Days“ od skupiny The Cure, kromě ní se ve filmu objevují například písně skupiny Bananarama nebo Roda Stewarta. Film je natočen na 16mm film. 
Snímek měl mít premiéru na Filmovém festivalu v Cannes 2020, ovšem kvůli pandemii covidu-19 byl festival zrušen. Film byl poprvé uveden dne 2. července 2020 (slavnostní premiéra v Lyonu), do francouzských kin se oficiálně dostal 14. července 2020. V českých kinech měl snímek premiéru 1. října 2020. Film získal třináct nominací na filmovou cenu César, z nichž neproměnil žádnou. V této statistice tak vyrovnal rekord  romantické komedie Znovu zamilovaná.

## Obsah filmu
V létě roku 1985 se v Normandii vydává šestnáctiletý Alexis na nebezpečný výlet po moři. Před utonutím ho hrdinsky zachrání osmnáctiletý David. Poté se mezi oběma chlapci vytvoří bouřlivý milostný vztah. Po jedné z hádek David tragicky umírá při nehodě na motocyklu. Zoufalý Alexis respektuje dohodu, kterou předtím s Davidem uzavřel: tančit na hrobě toho, kdo zemře jako první.

## Obsazení
| Félix Lefebvre         | Alexis Robin                            |
| Benjamin Voisin        | David Gorman                            |
| Philippine Velge       | Kate                                    |
| Valeria Bruni Tedeschi | paní Gormanová, Davidova matka          |
| Melvil Poupaud         | pan Lefèvre, Alexisův učitel literatury |
| Isabelle Nanty         | paní Robinová, Alexisova matka          |
| Laurent Fernandez      | pan Robin, Alexisův otec                |
| Aurore Broutin         | vychovatelka                            |
| Bruno Lochet           | Bernard, strážce v márnici              |
| Antoine Simony         | Chris                                   |
| Yoann Zimmer           | Luc                                     |

## Recenze
Film získal od českých filmových kritiků nadprůměrná hodnocení:
- Věra Míšková, Právo, 1. října 2020, [3]
- Anja Verem, Červený koberec, 1. října 2020, [4]
- Pavel Bárta, Totalfilm, 1. října 2020, [5]
- Mirka Spáčilová, IDNES.cz, 2. října 2020, [6]
- Marek Čech, AV Mania, 4. října 2020, [7]